# Alexandra Vandernoot
Alexandra Vandernoot (ur. 19 września 1965 w Uccle) – belgijska aktorka.
Występowała w wielu filmach francuskich. Najbardziej znana jest jednak z roli w serialu telewizyjnym Nieśmiertelny, gdzie wcieliła się w postać Tessy Noël, dziewczyny Duncana MacLeoda. Pojawiała się od pierwszego odcinka aż po 3 odcinek drugiej serii, w którym według scenariusza Tessa ginie. Powróciła do grania w serialu pod koniec jego drugiej serii odcinków, grając „kobietę podobną do Tessy”.
Alexandra Vandernoot ma dwójkę dzieci z Bernardem Uzanem.